# Marc Coma

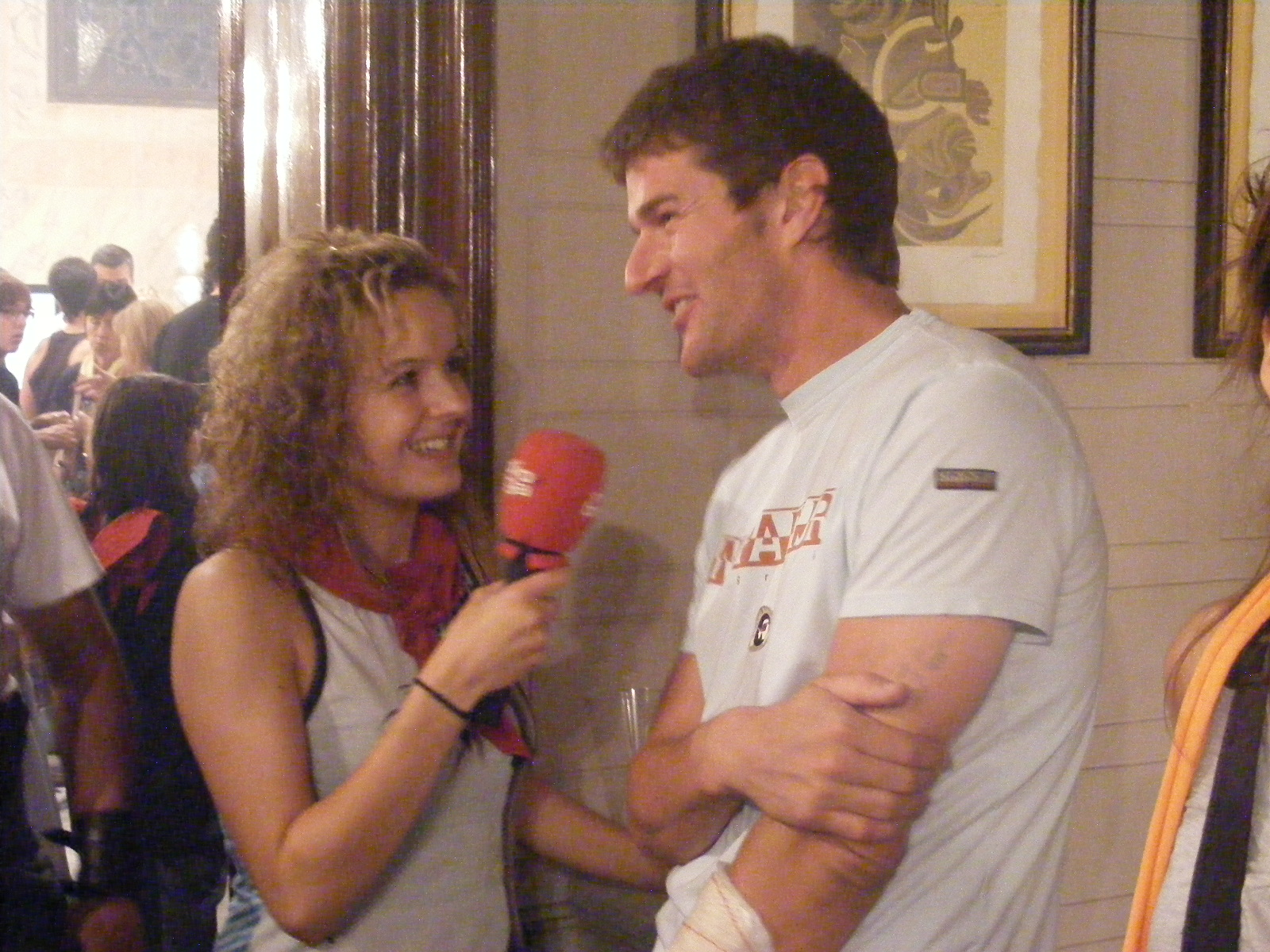
Marc Coma (2009)

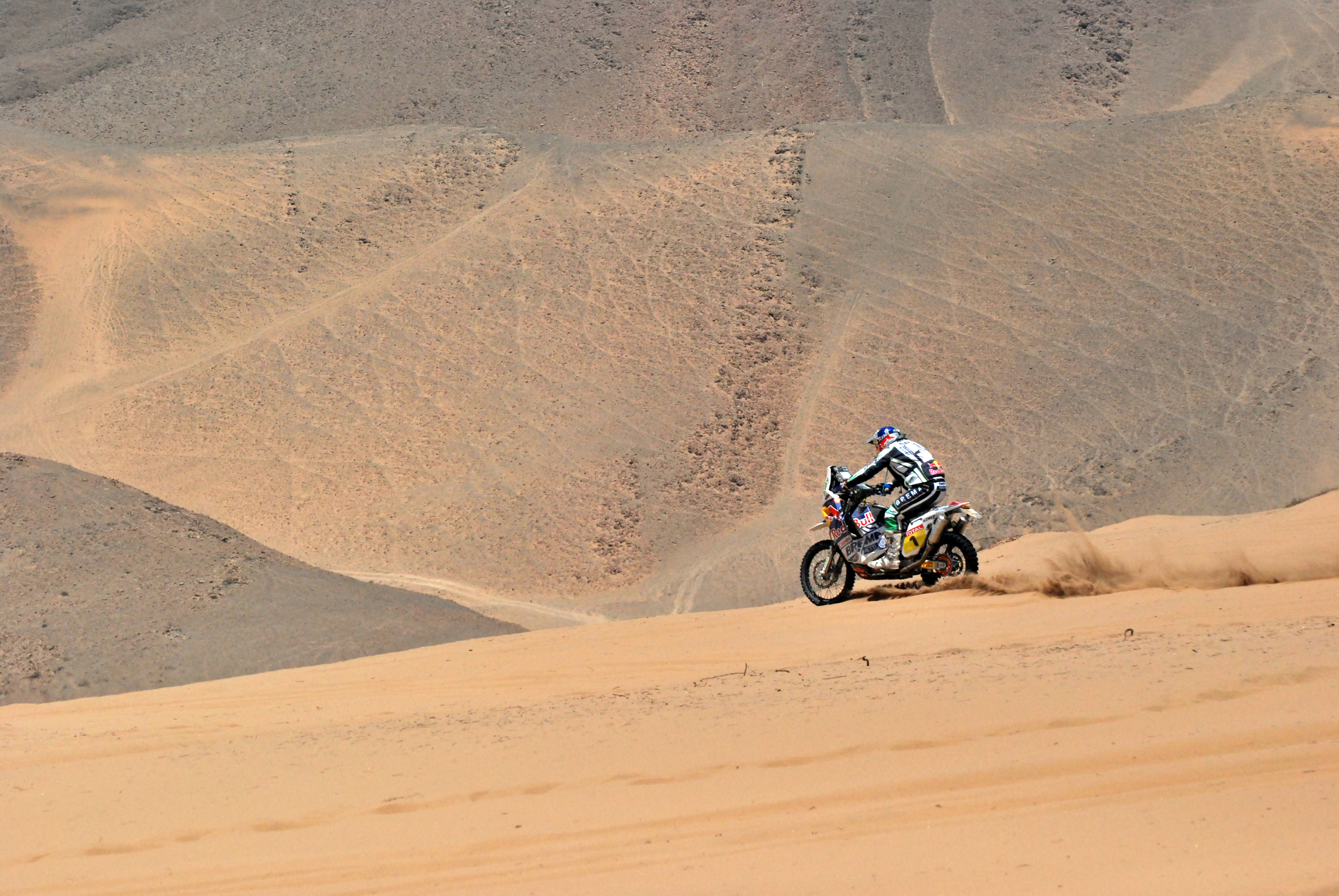
Marc Coma (2009)

Marc Coma (Barcelona, 7 oktober 1976) is een Spaanse motorcoureur. Hij won de Dakar-rally in 2006, 2009, 2011, 2014 en 2015 op een motor van KTM.
Marc Coma haalde in zijn jeugdjaren veel Enduro-successen. Zijn Dakardebuut was in 2002. In datzelfde jaar won hij de Toni Soler memorial. In de 2003 editie van Parijs-dakar werd hij 11e. In 2004 moest hij opgeven. Hij won wel de Baja España Aragón. In 2005 werd hij 2e, achter Cyril Despres. In dat jaar won hij de Rally des Pharaons in Egypte, de Rally de las Pampas in Argentinië en de rally van Sardinië. In 2006 won hij Parijs-Dakar, voor Cyril Despres en Giovanni Sala. In 2006 prolongeerde hij zijn titels in de Rally de las Pampas, de rally van Sardinië en de Rally des Pharaons. Hij won ook de UAE Desert Challenge en de rally van Marokko. In 2007 was hij tot de 13e etappe leider van het algemeen klassement, maar in die 13e etappe kwam hij zwaar ten val en kon niet meer verder.
In 2009 won Marco Coma de Dakar op zijn KTM voor Cyril Depres en David Fretigne. Het was de eerste Dakar die plaatsvond in Argentinië en Chili.